# San Isidro Kuxub
San Isidro Kuxub es una localidad del estado de Yucatán, México, perteneciente al municipio de Baca ubicada al suroriente de Baca, la cabecera municipal.

## Toponimia
El nombre (San Isidro Kuxub) hace referencia a Isidro Labrador  y kuxub proviene del idioma maya.

## Demografía
Según el censo de 2005 realizado por el INEGI, la población de la localidad era de 0 habitantes.
| 89                                                       | 106 | 113 | 141 | 129 | 124 | 134 | 193 | 196 | 182 | 175 | 196 | 210 |
| (Fuente: INEGI-mx municipio de Motul Yucatán[Consultar]) |     |     |     |     |     |     |     |     |     |     |     |     |

## Galería

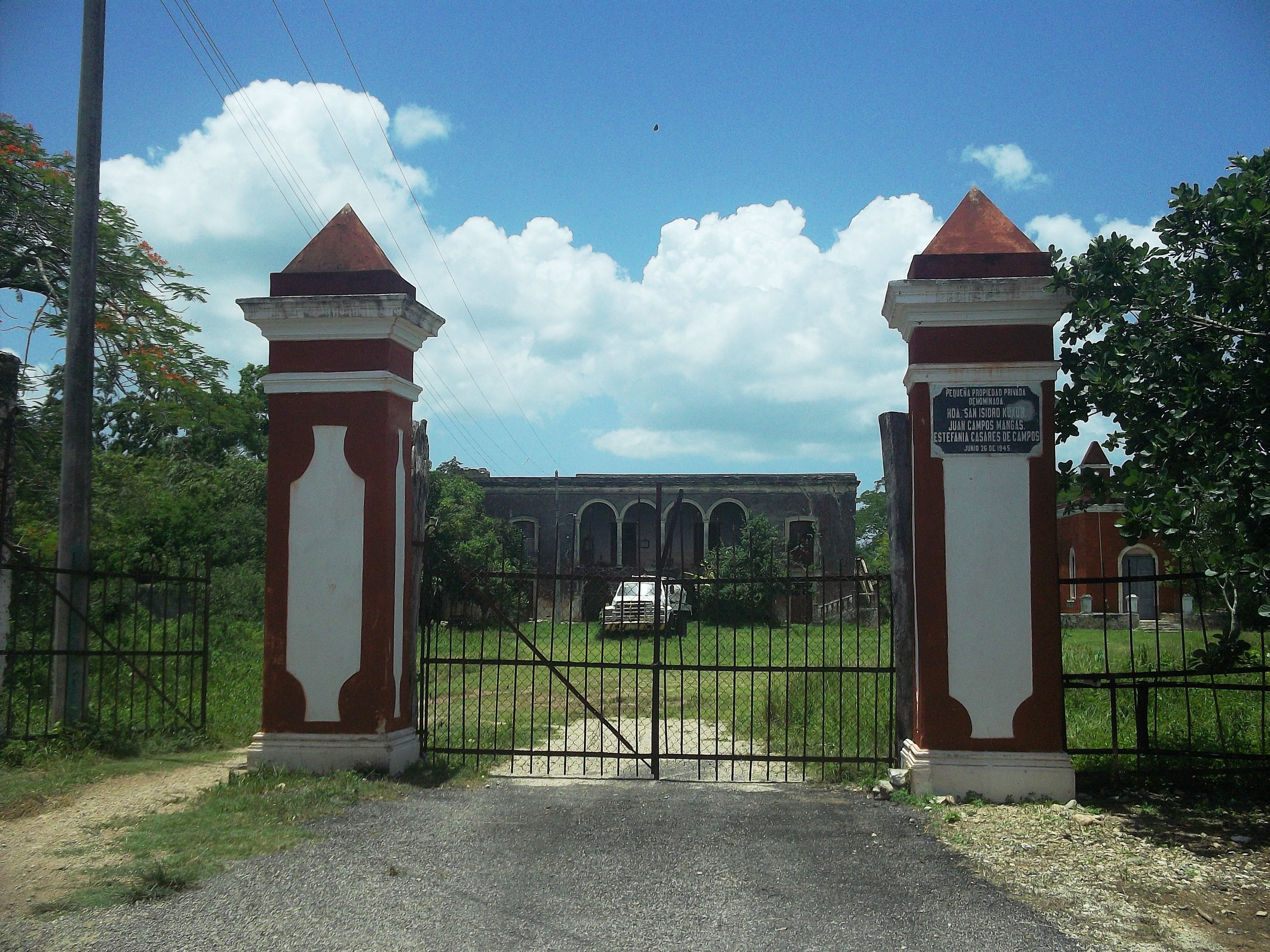
Vista de la hacienda de San Isidro Kuxub.
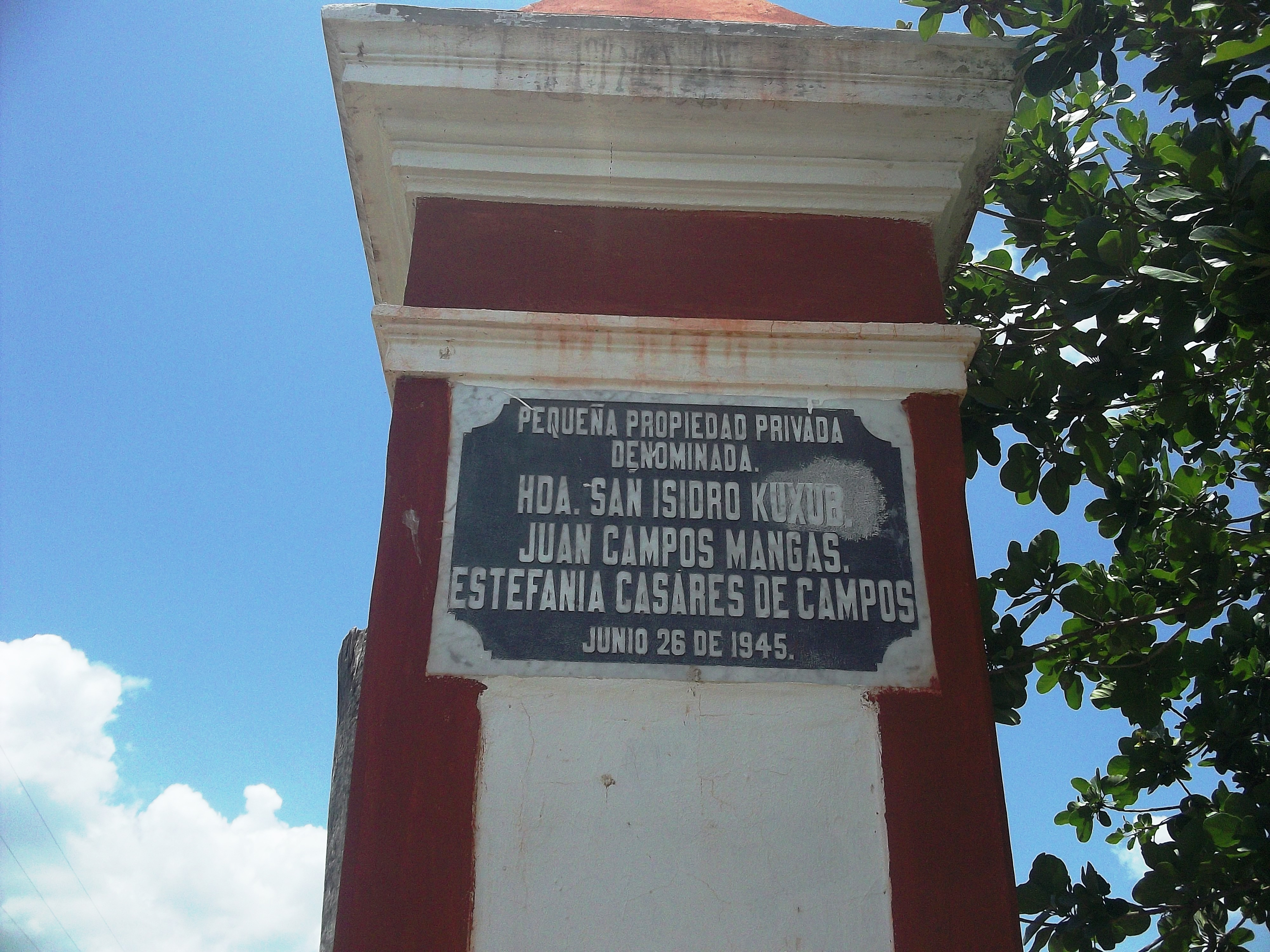
Vista de la hacienda de San Isidro Kuxub.
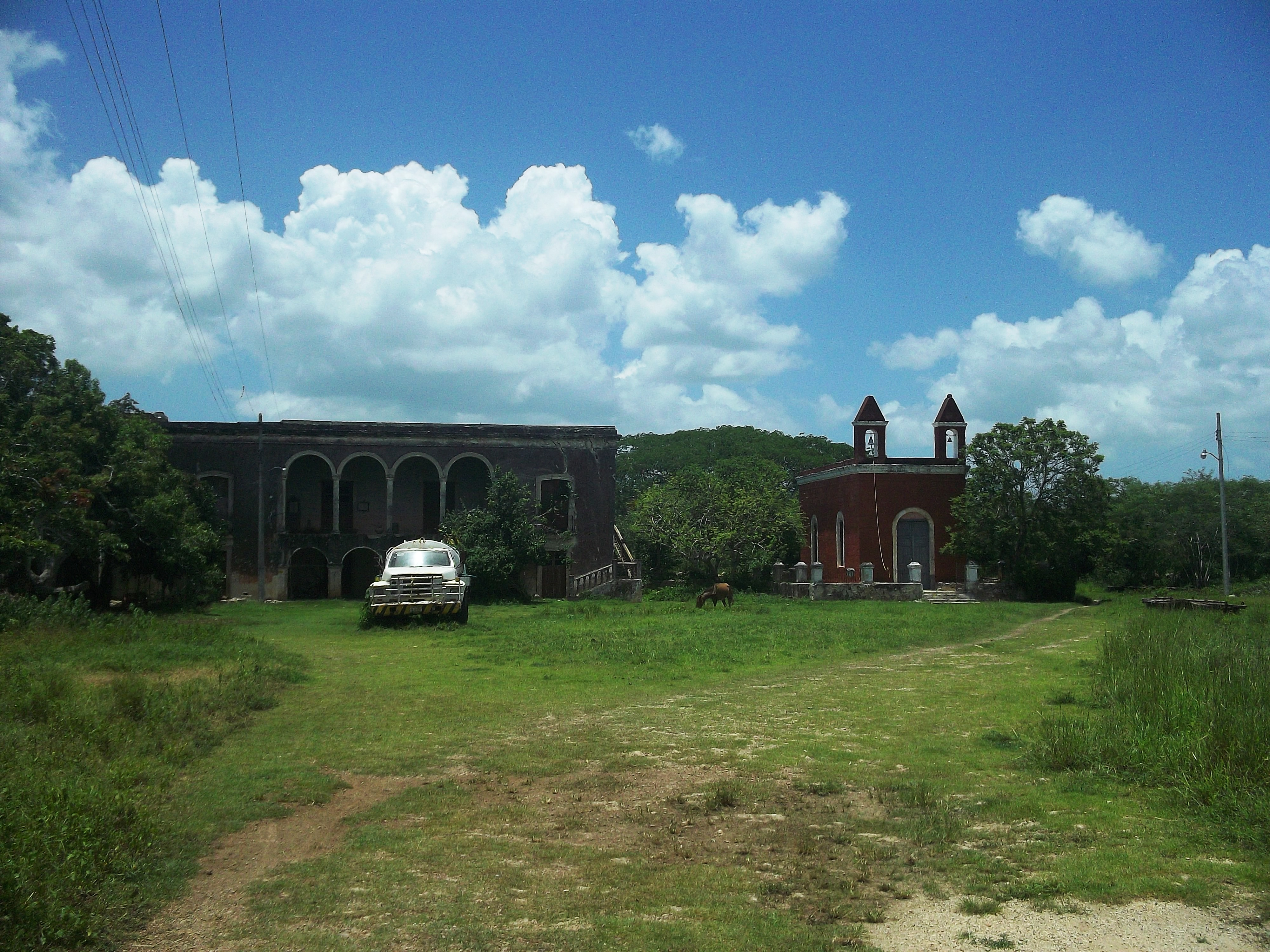
Vista de la hacienda de San Isidro Kuxub.
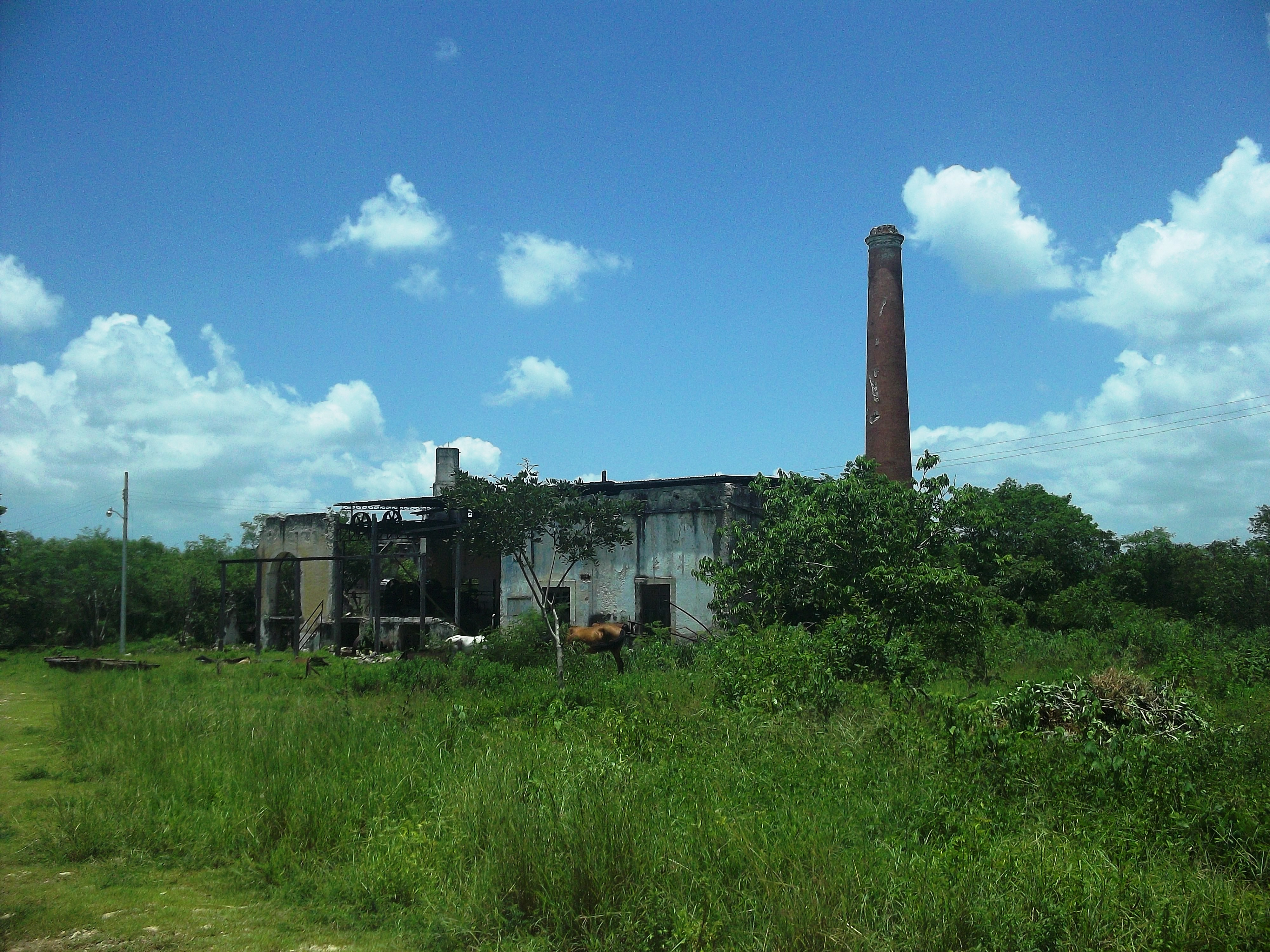
Vista de la hacienda de San Isidro Kuxub.